# Serrat d'Areste
El Serrat d'Areste és una serra situada al municipi d'Alins a la comarca del Pallars Sobirà, amb una elevació màxima de 2.800 metres. La seva orientació és majoritàriament nord-sud, decantant-se cap a l’oest en el seu tram més meridional. Situada a la capçalera de la vall Ferrera, separa la vall de Sotllo de la d’Areste. Els seus cims culminants són el pic d'Areste, de 2.790 metres d’altitud, i el Pic de Canalbona, de 2.965 metres d’altitud i situat en l'extrem septentrional de la serra.